# Puškin (město)
Puškin (rusky Пушкин; do roku 1917 Carskoje Selo (Ца́рское Село́), 1917–1918 Soldatskoje Selo (Солда́тское Село́), 1918–1937 Dětskoje Selo (Де́тское Село́)) je město v severozápadním Rusku, spadající administrativně pod Petrohrad, od jehož centra je vzdáleno asi 25 km jižním směrem. Město je centrem Puškinského rajónu Petrohradu a v roce 2010 zde žilo okolo 95 000 obyvatel.
Ve městě se nachází komplex Carské selo, bývalá rezidence ruských imperátorů. Zdejší palác a parky jsou zapsané na seznamu Světového dědictví UNESCO.

## Dějiny

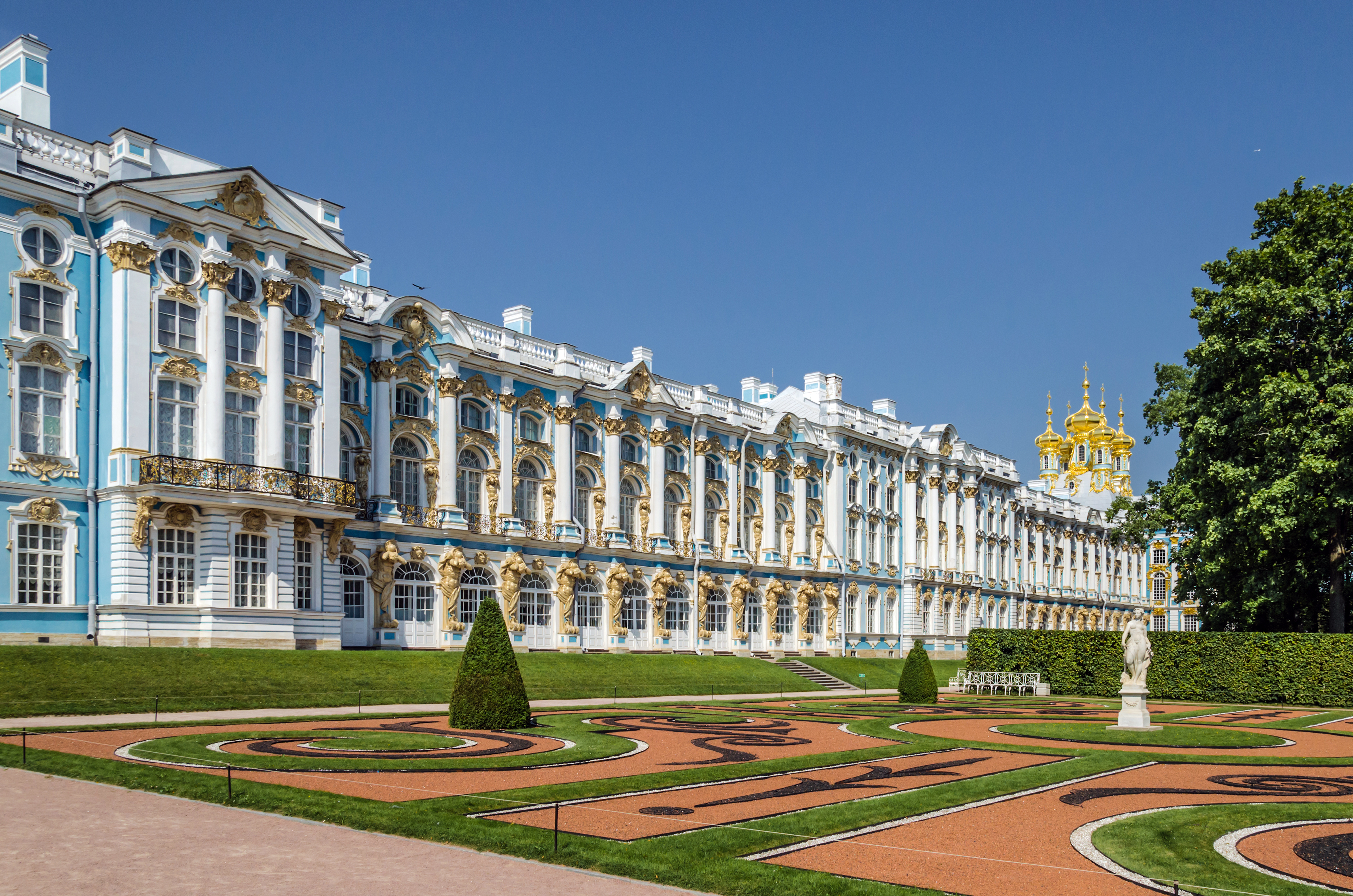
Jekatěrinský palác

V období švédské nadvlády (1609–1702) existoval na území Jekatěrinského paláce sídlo švédského velmože – Sarská myza (Сарская мыза) (finsky Saari on myös — Vyvýšené místo).
Carské Selo bylo letní rezidencí ruských carů od 18. století až do Únorové revoluce. Pozemky dnešního palácového komplexu získala Kateřina I. roku 1710 jako dar od svého muže Petra I. Postupně zde vzniklo množství parků a paláců, z nichž nejhonosnější, Kateřinský palác, dokončil Bartolomeo Rastrelli roku 1756.
Poprvé je místo zmíněno v kompozici Nikolského Ižorského hřbitova v Soupisové knize о Novgorodu Votské pjatiny z roku 1501. Na mapách sestavených na příkaz Borise Godunova, má místo název Sarica (Сарица). Později, pod vlivem národní etymologie, se název mění na Sarskou myzu (Сарская мыза), poté na Saarské selo (Саарское село), a nakonec se stává Carským Selem (Царское Село).
Za datum založení města je považován 13. červen/24. červen 1710, když na výnose Petra I. Sarská myza (společně se 43 přidruženými obcemi a pozemky) byla darována Martě Skavronské, jež se roku 1712 stala jeho ženou pod jménem Jekatěrina Alexejevna.
Od této doby se začal stavět palácový a parkový komplex Carské Selo. Za vlády Jelizavety Petrovny se Carské Selo stalo carskou rezidencí, kolem níž se utvořilo sídlo.

## Dějiny v datech
- 1716 – výstavba dřevěného Uspěnského chrámu: od té chvíle se Saarská myza přejmenovává na Saarské Selo.
- 1720 – první ulice Carského Sela — Садовая.
- 1721 – založena Kuzminský statek (Кузьминская слобода) ze sedláků Suzdalské gubernie.
- 1734 – výstavba Znamenského kostela — nejstarší kamenné budovy města.
- 1755 – Jantarová komnata
- 1756 – dokončení stavby Jekatěrinského paláce architektem Rastrellim.
- 1782 – Orlovská brána (Орловские ворота).
- 1808 za cara Alexandra I. bylo Carské Selo spojeno s městem Sofií a získalo statut města — centra Carskoselského újezdu (Царкосельского уезда). Odtud pochází charakteristický «alexandrovský styl» starých budov.

### Město
V letech 1808–1832 byl jako hlavní městský architekt Carského Sela určen carem Alexandrem I. skotský architekt William Hastie. Stavitel započal práci sestavením generálního plánu výstavby města: Carské Selo bylo rozděleno na čtvrtiny a symetricky zastavěno určenými budovami. Čtvrtiny se dělily na obvody se sady a zahradami.
Byla navržena čtyři náměstí: tržní, administrativní, polokruhové a Znamenské.
- V roce 1810 bylo založeno Carskoselské lyceum
- 1817 – Brána «Любезным моим сослуживцам» (Mým milým spolupracovníkům)
- 1824 – Kolonistský rybník («Колоничка» - Kolonička)
- 1830 – Egyptská brána
- V roce 1837 byla započata stavba Carskoselské železnice. Na konci 19. století se Carské Selo stalo prvním plně elektrifikovaným městem v Evropě.
- 1840 – ve městě byl vystavěn Jekatěrinský chrám.
- V roce 1905 se Alexandrovský palác stal hlavní rezidencí.

Mikuláše II., zde také byli po Únorové revoluci drženi členové carské rodiny v domácím vězení.
- Roku 1918 byly v palácích a vilách rozmístěny dětské ústavy, z čehož vzniklo nové pojmenování města — Dětské selo (Детское село).
- Roku 1937 v souvislosti se stým výročím úmrtí básníka Puškina se město přejmenovává na Puškin.
- V září 1941 bylo město okupováno německými vojáky, kteří zpustošili a vyplenili jedinečný palácový a parkový komplex
- město bylo osvobozeno sovětským generálem Chazovem 24. ledna 1944 jako součást Krasnoselsko-Ropšinské operace. Ještě v době probíhající války bylo započato s rekonstrukcí komplexu.
- V roce 1946 byly zpřístupněny parky a roku 1959 paláce, restaurátorské práce na nich pokračují dodnes. V roce 2003 bylo zrestaurována Jantarová komnata.
- Po Perestrojce se město Puškin stává místem výstavby luxusních obytných domů. Ve městě probíhají pravidelně karnevaly, vztahující se ke dni města.

Roku 2010 oslavilo město Puškin třísetleté jubileum a k tomuto datu dokončilo rekonstrukci města.

## Názvy města
- Sárská Myza (Са́рская М́ыза) – 1710 – konec roku 1710
- Saarské Selo (Са́рское Село́) – konec roku 1710 – srpen 1724
- Blagověščenskoje (Благове́щенское) – srpen – září 1724
- Sárské Selo (Са́рское Село́) – září 1724 – 1780
- Carské Selo (Ца́рское Село́) – 80. léta 18. století – 1917
- 1808–1820[5] – současně Sofia
- Soldatskoje (vojenské) Selo (Солда́тское Село́) – říjen 1917–1918
- Dětské Selo (Де́тское Село́ / jménem Urického) – 1918–1937

## Kostely

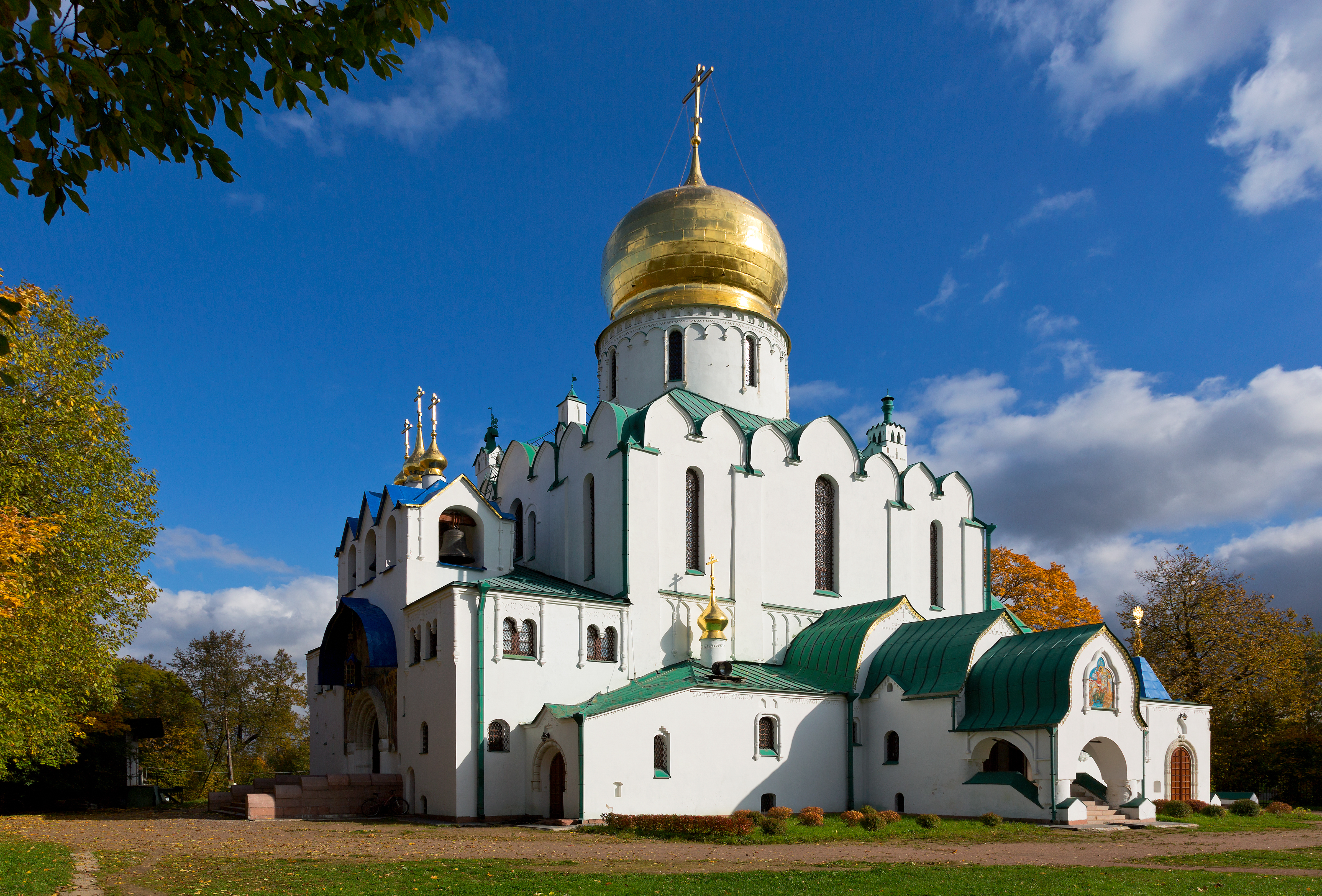
Fjodorovský chrám

- Sofijský (Vozněsenský) chrám – funkční
- Fjodorovský carský chrám – funkční
- Znamenský chrám – funkční, nejstarší kamenná stavba ve městě
- Pantělejmonovský kostel při lazaretu jm. Semaško – funkční
- Chrám Narození přesvaté Bohorodice při bývalém carskoselském gymnáziu – funkční
- Chrám truchlících při někdejší obci Červeného kříže – funkční
- Chrám-kaple blahověrného knížete Igora Černigovského – funkční
- Jekatěrinský chrám – v rekonstrukci
- Juliánský kostel, někdejší gardy Kirosirského pluku jeho veličenstva – v rekonstrukci
- Kazaňský kostel na kazanském hřbitově – v rekonstrukci, v provozu je Nikolská kaple, umístěná ve zvonici.
- Katolický kostel sv. Jana Křtitele (1825) – funkční
- Evangelicko-luteránský kostel (1865),

## Doprava
Roku 1837 spojila Carské město s Petrohradem Carskoselská železnice, první železniční trať v Rusku a šestá na světě. Později byla prodloužena do Novgorodu a elektrifikována. V současnosti jezdí ze stanice Dětskoje Selo (nádraží nebylo od roku 1937 přejmenováno) do Petrohradu v hustém intervalu příměstské električky.

## Partnerská města
- Aalborg, Dánsko
- Bitola, Severní Makedonie
- Kalamazoo, Michigan, USA
- Frankenthal, Německo
- Navapolatsk, Bělorusko
- Ogano, Saitama, Japonsko
- Rethymno, Řecko
- Semej, Kazachstán
- Tarragona, Španělsko
- Tulcea, Rumunsko
- Okres Ungheni, Moldavsko
- Versailles, Francie
- Worcester, USA
- Zerbst, Německo